# San Lorenzo (UPL di Palermo)
San Lorenzo è la quarantaquattresima unità di primo livello di Palermo.
È situata nella zona centro-settentrionale della città; fa parte della VI Circoscrizione.

## Geografia fisica
L'UPL è collocata nella Piana dei Colli, vasto territorio nella zona nord della città, di cui per secoli ha costituito l'agro coltivato insieme alla pianura della Conca d'Oro posta a sud. Nella seconda metà del XX secolo il territorio ha cambiato radicalmente aspetto e destinazione, poiché gran parte della superficie un tempo destinata all'agricoltura è stata edificata per la nascita di nuovi quartieri residenziali. 

## Origini del nome
Il nome di San Lorenzo deriva dall'omonima chiesa di epoca medievale che è situata nell'antica piazza della borgata. 

## Storia
Il nucleo di San Lorenzo rappresentava una delle borgate sorte nella Piana dei Colli intorno al XVIII secolo e il cui sviluppo è stato legato in modo determinante alla costruzione di numerose residenze di villeggiatura per le famiglie aristocratiche siciliane: la manutenzione dei giardini e dei fondi coltivati richiedeva abbastanza lavoratori da indurre a creare dei modesti centri abitati in prossimità delle dimore nobiliari. L'originale conformazione della borgata è, ancora, parzialmente rintracciabile nella zona della piazza principale.
Tra le ville più importanti presenti nella zona troviamo la Villa Niscemi, attuale residenza del sindaco di Palermo, la villa venne edificata nel Settecento dalla famiglia Valguarnera di Niscemi. Sempre nello stesso secolo venne creato il Parco della Favorita da parte del re Ferdinando III di Borbone, parte del parco, quella dove è stata edificata la Palazzina Cinese, ricade infatti nell'area della borgata di San Lorenzo. Attualmente l'area è composta da edifici del primo novecento a bassa densità abitativa alternati a grossi condomini.

## Urbanistica
La borgata si sviluppa attorno all'omonima piazza che era, prima dell'era moderna, snodo principale verso la zona Nord della provincia e verso Trapani. Attorno alla piazza si diramano i principali assi viari della zona, l'omonima via San Lorenzo, la via dei Quartieri, la via Nuova (divisa in due parti dal più recente viale Strasburgo), via Villa Giocosa, vicolo Pantelleria e via Villa Verona. Tutte queste vie si diramano dalla piazza senza seguire gli assi cartesiani ma seguendo le direzioni della principali ville della zona.
La parrocchia è intitolata a S. Rosalia e fu realizzata su progetti di Francesco Paolo Palazzotto, anche se in seguito modificata.

## Luoghi d'interesse
A seguito alcuni luoghi d'interesse della borgata:
- Palazzina Cinese
- Museo etnografico siciliano Giuseppe Pitrè
- Parco della Favorita
- Villa Niscemi
- Teatro di Verdura
- Villa Pantelleria
- Villa Lampedusa
- Villa Spina
- Villa Verona
- Villa Giocosa